# Vice-Reino de Nova Granada
Vice-Reino de Nova Granada (em castelhano Virreinato de Nueva Granada) foi a denominação dada em 27 de maio de 1717 a uma jurisdição colonial do Reino de Espanha no noroeste da América do Sul, correspondendo principalmente aos modernos Panamá, Colômbia, Equador, e Venezuela. Antes das guerras de independência do início do século XIX, o vice-reino existiu como uma entidade político-administrativa que estendia sua influência a pequenas porções dos territórios atuais de Guiana, Trindade e Tobago, Brasil, Peru e Argentina. 
Sua capital era a cidade de Santa Fé de Bogotá, atual capital colombiana.